# Доисторический ледяной человек
«Доисторический ледяной человек» (англ. Prehistoric Ice Man) — 18 эпизод 2 сезона (№ 31) сериала «Южный парк», премьера которого состоялась 20 января 1999 года.

## Сюжет
Стэн, Кайл, Кенни и Картман смотрят по телевизору шоу Australian Outback Guy про ловца крокодилов и других животных и очень им впечатлены. Они решают пойти в горы поохотиться; во время прогулки Кайл проваливается под землю, и Стэн, спустившись, чтобы его вытащить, замечает глыбу льда с человеком, замороженным внутри. Дети доставляют тело учёному Альфонсу Мефесто; в это время между Кайлом и Стэном нарастает спор о том, кто же нашёл «ледяного человека», а также о том, как его назвать (Кайл настаивает на имени «Стив», а Стэн — на «Горак»). В итоге они ссорятся, и оба объявляют Картмана своим новым лучшим другом.
В лаборатории Доктор Мефесто с Кевином растапливают лёд и выясняют, что Стив/Горак одет в одежду от Эдди Бауэра, которую никто не видел с 1996 года, почти 32 месяца назад.
Также они обнаруживают, что лёд сохранил человеку жизнь, законсервировав его. Мефесто обращается со Стивом/Гораком как с неандертальцем и не понимает ни слова из того, что тот говорит, хотя тот изъясняется на чистом английском языке. Чтобы сделать исследования Мефесто более прибыльными, таинственные правительственные агенты уговаривают его показывать размороженного человека публике, воссоздав естественную среду обитания того в комнате, построенной «в духе 96-го». К несчастью, «ледяной человек» обладает скверным характером и ненавидит, как с ним обращаются.
И Кайл, и Стэн недовольны превращением «ледяного человека» в аттракцион для зевак. Они освобождают его, продолжая при этом спорить об имени Стива/Горака, и договариваются решить спор в драке. На следующий день, Ларри (настоящее имя «ледяного человека») узнаёт, что его жена снова вышла замуж и имеет от нового мужа двух детей, которым, что довольно странно, 8 и 13 лет. После этого Ларри понимает, что не может оставаться в этом мире. Он пытается заморозить себя, но не достигает большого успеха. Кайл находит решение: он предлагает Ларри отправиться в город Де-Мойн, который во всём отстаёт на 3 года.
Ларри садится на поезд (в это время Кайл и Стэн вовсю дерутся с условием «кто останется жив, тот и выиграл»), однако ФБР, желая заполучить ледяного человека (для использования его при вторжении в Швецию), нанимают ведущего телешоу про охоту за крокодилами и отправляются в погоню за Ларри. В итоге, ведущий гибнет, а Ларри удаётся улететь на вертолёте. Стэн и Кайл мирятся, решив, что им лучше быть лучшими друзьями друг с другом, чем с Картманом; сам же Эрик продолжает подражать «охотнику за крокодилами» и в финале эпизода из-за этого застревает головой в заду у коровы. Он комментирует это следующим образом: «пахнет, как у Кенни дома».

## Смерть Кенни
Кенни едет на движущемся тротуаре, наблюдая за «доисторическим ледяным человеком»; его затягивает под ленту и с обратной стороны он выползает в расплющенном виде. Стэн кричит: «О боже мой, они убили Кенни!», однако Кайл после паузы отвечает: «Чё? Я с тобой не разговариваю» и уходит.

## Пародии
- Сюжет эпизода пародирует фильм 1984 года «Ледяной человек».
- Телешоу про ловца животных пародирует передачу Стива Ирвина «Охотник за крокодилами», смерть которого позже будет спародирована в эпизоде «Ад на земле 2006».
- В комнате, где обитает доисторический человек, играет группа Ace of Base — на протяжении эпизода можно услышать песни «All That She Wants» и «The Sign».
- Когда доисторический человек проходит мимо витрины с телевизорами, на экране появляется «Marilyn Manson»
- Когда Кайл падает в ледяную пещеру, Стэн говорит Картману: "Ты убил Кайла!", что даёт Кенни редкую возможность добавить: "Сволочь!".
- После оживления доисторического человека, Стэн и Кайл переделывают коронную фразу: «О, боже мой! Они оживили Горака! Сволочи!»
- Номер на вертолёте — A-113 — известная пасхалка американских аниматоров.

## Факты
- Это последний эпизод, озвученный Дмитрием (Гоблином) Пучковым.